# Kingia australis
Kingia australis är en enhjärtbladig växtart som beskrevs av Robert Brown. Kingia australis ingår i släktet Kingia och familjen Dasypogonaceae. Inga underarter finns listade.

## Bildgalleri

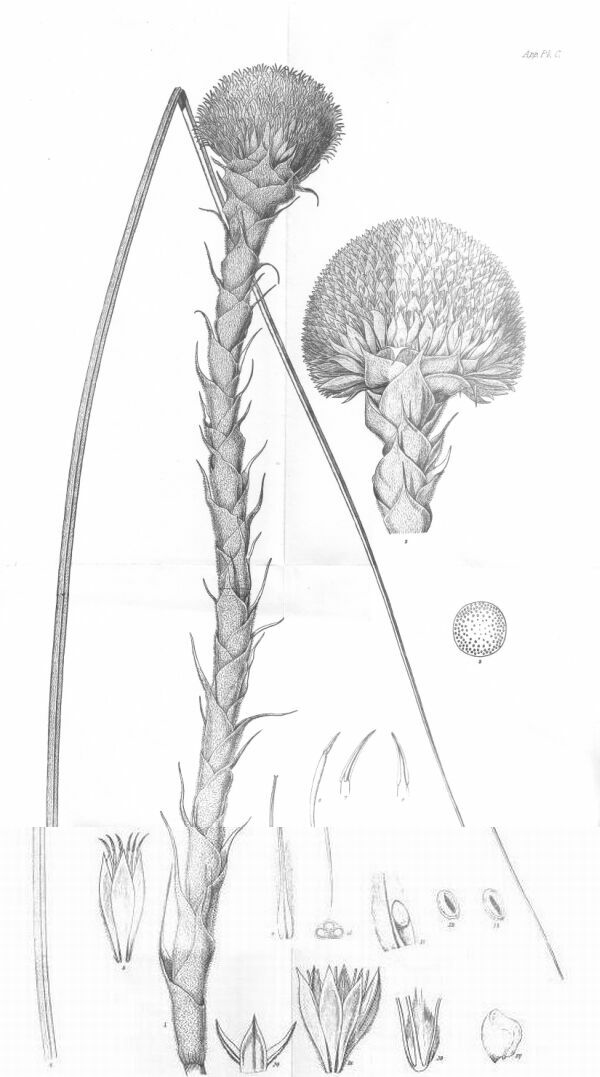
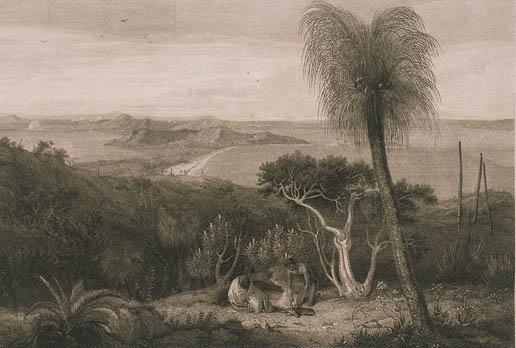
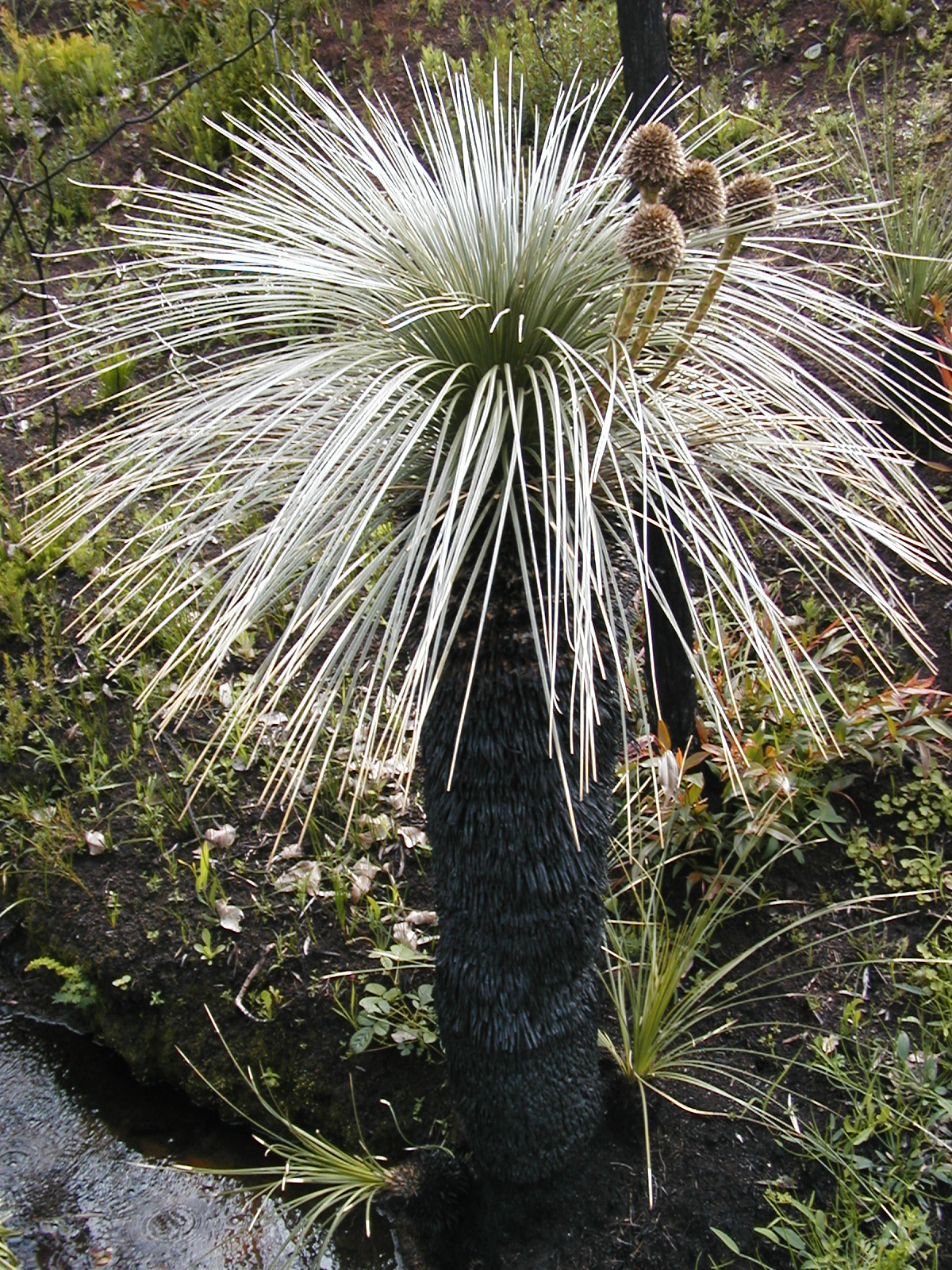